# Team Felt Felbermayr
Il Team Felt Felbermayr, noto anche come RC ARBÖ, Gourmetfein e Felbermayr, era una squadra maschile austriaca di ciclismo su strada, attiva dal 2004 al 2024.
Basato a Wels (Alta Austria), il team debuttò a livello internazionale nel 2004 e nel 2005 assunse licenza di UCI Continental Team, mantenendola fino alla dismissione avvenuta a fine 2024. Nel 2013 vinse con Riccardo Zoidl il Giro d'Austria e la classifica individuale dell'UCI Europe Tour; tra il 2012 e il 2015 conquistò anche quattro titoli nazionali austriaci, due in linea e due a cronometro.

## Cronistoria

### Annuario
| Anno | Codice | Nome                                    | Cat.  | Biciclette | Dirigenza                                                                                                |
| ---- | ------ | --------------------------------------- | ----- | ---------- | --- |
| 2004 |        | Radclub Resch & Frisch Eybl Wels        | GSIII | Scott      | |
| 2005 | RAD    | ARBÖ Resch & Frisch-Eybl                | CT    | Scott      | |
| 2006 | RAD    | RC ARBÖ Resch & Frisch Wels             | CT    | Scott      | Manager: Wilfried Luger Dir. sportivi: Franz Weingartner, Fritz Wöss, Günter Bauernfeind, Christoph Todt |
| 2007 | RAD    | RC ARBÖ Resch & Frisch Gourmetfein Wels | CT    | Scott      | Manager: Wilfried Luger Dir. sportivi: Herbert Lindlbauer, Christoph Todt                                |
| 2008 | RAD    | RC ARBÖ Wels Gourmetfein                | CT    | Scott      | Manager: Herbert Lindlbauer Dir. sportivi: Gernot Lettner, Ulrich Öhlböck                                |
| 2009 | RAD    | RC ARBÖ Wels Gourmetfein                | CT    | Simplon    | Manager: Gernot Lettner Dir. sportivi: Herbert Lindlbauer, Günter Böck, Christoph Todt                   |
| 2010 | RAD    | ARBÖ Gourmetfein Wels                   | CT    | Simplon    | Manager: Wilfried Luger Dir. sportivi: Herbert Lindlbauer, Gernot Lettner                                |
| 2011 | RAD    | RC ARBÖ Gourmetfein Wels                | CT    | Simplon    | Manager: Andreas Grossek Dir. sportivi: Herbert Lindlbauer, Andreas Grossek                              |
| 2012 | RAD    | RC ARBÖ Wels Gourmetfein                | CT    | Simplon    | Manager: Herbert Lindlbauer Dir. sportivi: Andreas Grossek, Hans-Jörg Gollmann                           |
| 2013 | GMS    | Team Gourmetfein Simplon                | CT    | Simplon    | Manager: Christian Pömer Dir. sportivi: Andreas Grossek, Wilfried Luger, Hans-Jörg Gollmann              |
| 2014 | RWS    | Team Gourmetfein Simplon Wels           | CT    | Simplon    | Manager: Daniel Repitz Dir. sportivi: Andreas Grossek, Assen Assenov, Eros Pavarini, Christoph Todt      |
| 2015 | RWS    | Team Felbermayr Simplon Wels            | CT    | Simplon    | Manager: Daniel Repitz Dir. sportivi: Andreas Grossek, Eros Pavarini, Harald Wisiak                      |
| 2016 | RSW    | Team Felbermayr Simplon Wels            | CT    | Simplon    | Manager: Daniel Repitz Dir. sportivi: Andreas Grossek, Harald Wisiak                                     |
| 2017 | RSW    | Team Felbermayr Simplon Wels            | CT    | Simplon    | Manager: Daniel Repitz Dir. sportivi: Andreas Grossek, Miroslav Kirh, Harald Wisiak                      |
| 2018 | RSW    | Team Felbermayr Simplon Wels            | CT    | Simplon    | Manager: Daniel Repitz Dir. sportivi: Harald Wisiak, Andreas Grossek                                     |
| 2019 | RSW    | Team Felbermayr Simplon Wels            | CT    | Simplon    | Manager: Daniel Repitz Dir. sportivi: Andreas Grossek, Herbert Kierner, Miroslav Kirh, Matej Marin       |
| 2020 | RSW    | Team Felbermayr Simplon Wels            | CT    | Simplon    | Manager: Daniel Repitz Dir. sportivi: Andreas Grossek, Miroslav Kirh, Matej Marin                        |
| 2021 | RSW    | Team Felbermayr Simplon Wels            | CT    | Simplon    | Manager: Daniel Repitz Dir. sportivi: Andreas Grossek, Paul Renger                                       |
| 2022 | RSW    | Team Felbermayr Simplon Wels            | CT    | Simplon    | Manager: Daniel Repitz Dir. sportivi: Andreas Grossek, Paul Kasis, René Pillwatsch, Paul Renger          |
| 2023 | RSW    | Team Felbermayr Simplon Wels            | CT    | Simplon    | Manager: Daniel Repitz Dir. sportivi: Rupert Hödlmoser, Andreas Grossek, Paul Kasis, Paul Renger         |
| 2024 | RSW    | Team Felt Felbermayr                    | CT    | Felt       | Manager: Daniel Repitz Dir. sportivi: Rupert Hödlmoser, Philipp Bachl, Paul Kasis, Paul Renger           |

### Classifiche UCI
Aggiornato al 31 dicembre 2024.
| Anno | Classifica  | Pos. | Migliore cl. individuale |
| ---- | ----------- | ---- | ------------------------ |
| 2005 | Europe Tour | 97º  | Maurizio Vandelli (462º) |
| 2006 | Europe Tour | 98º  | Marco Oreggia (571º)     |
| 2007 | Europe Tour | 98º  | Mario Höller (712º)      |
| 2008 | Europe Tour | 107º | Michael Pichler (812º)   |
| 2009 | Europe Tour | 80º  | Martin Riška (381º)      |
| 2010 | Europe Tour | 87º  | Rupert Probst (567º)     |
| 2011 | Europe Tour | 85º  | Riccardo Zoidl (301º)    |
| 2012 | Europe Tour | 51º  | Riccardo Zoidl (206º)    |
| 2013 | Europe Tour | 5º   | Riccardo Zoidl (1º)      |
| 2014 | Europe Tour | 28º  | Patrick Konrad (58º)     |
| 2015 | Europe Tour | 21º  | Gregor Mühlberger (28º)  |
| 2016 | Europe Tour | 32º  | Markus Eibegger (75º)    |
| 2017 | Europe Tour | 42º  | Riccardo Zoidl (195º)    |
| 2018 | Europe Tour | 30º  | Riccardo Zoidl (69º)     |
| 2019 | Europe Tour | 84º  | Matthias Krizek (639º)   |
| 2020 | Europe Tour | 53º  | Filippo Fortin (338º)    |
| 2021 | Europe Tour | 48º  | Riccardo Zoidl (353º)    |
| 2022 | Europe Tour | 101º | Moran Vermeulen (1385º)  |
| 2023 | Europe Tour | 55º  | Michael Kukrle (425º)    |
| 2024 | Europe Tour | 12º  | Riccardo Zoidl (212º)    |

## Palmarès

### Campionati nazionali
- Campionati austriaci: 4

In linea: 2012 (Lukas Pöstlberger); 2013 (Riccardo Zoidl)
Cronometro: 2012 (Riccardo Zoidl); 2015 (Gregor Mühlberger)
- Campionati croati : 2

Cronometro: 2013, 2015 (Matija Kvasina)